# Hôtel particulier List
L'Hôtel particulier O. A.́ List (en langue russe : Особняк Листа) (parfois dénommé en fonction du nom d'autres propriétaires : Hôtel particulier Kekouchev ou Hôtel particulier de Mme Koussevitskaïa) est une maison d'habitation située ruelle Glassovski à Moscou, construite en 1898-1899 suivant le projet de l'architecte Lev Kekouchev. Elle est connue pour avoir été la première maison Art nouveau à Moscou et l'une des premières constructions de ce style (appelé « style moderne » en Russie). Elle bénéficie d'un statut de protection au niveau fédéral comme héritage patrimonial de la Russie.

## Histoire
Kekouchev construit la maison en 1898-1899 pour l'habiter avec sa famille; mais, dès 1900, il la vend à l'entrepreneur moscovite d'origine allemande, Otto Adolfovitch List, dont le nom resta attaché à la maison et passa dans l'histoire de l'architecture.
Dans les années 1910, lorsque Serge Koussevitzky et son épouse Natalia (fille de l'industriel Constantin Ouchkov) acquirent la maison, celle-ci devint un des foyers musicaux et artistiques de la vie moscovite. C'est là que se tenaient les réunions des « Éditions musicales russes ». Elle vit passer entre ses murs Scriabine, Debussy, Glazounov, Nikisch, Busoni, Harold Bauer, Bruno Walter, et encore Rachmaninov, Medtner, Prokofiev, Chaliapine, Leonid Sobinov, Boris Pasternak et beaucoup d'autres artistes.
Le dernier propriétaire avant sa nationalisation fut, au début du XXe siècle, le puissant industriel Alexeï Mechtcherski. Plus tard, plusieurs institutions pour enfants furent installées dans l'immeuble. L'immeuble est ensuite occupé par l'ambassade d'Argentine en Russie. Actuellement, c'est le représentant de l'oblast de Kalouga auprès du gouvernement de la fédération de Russie qui occupe la maison.
L'hôtel se distingue par son originalité et ses qualités artistiques Art nouveau (appelé "style moderne" en russe). Son volume architectural est inhabituel pour une demeure de cette époque, de même que la richesse de sa décoration. Le fait qu'à sa construction, il n'existait pas de commande ferme ni d'impératifs financiers ou artistique de la part du client a permis à l'architecte de rester entièrement libre et d'apporter à sa construction une série de techniques innovantes et de souligner ainsi à sa guise sa conception architecturale personnelle.  

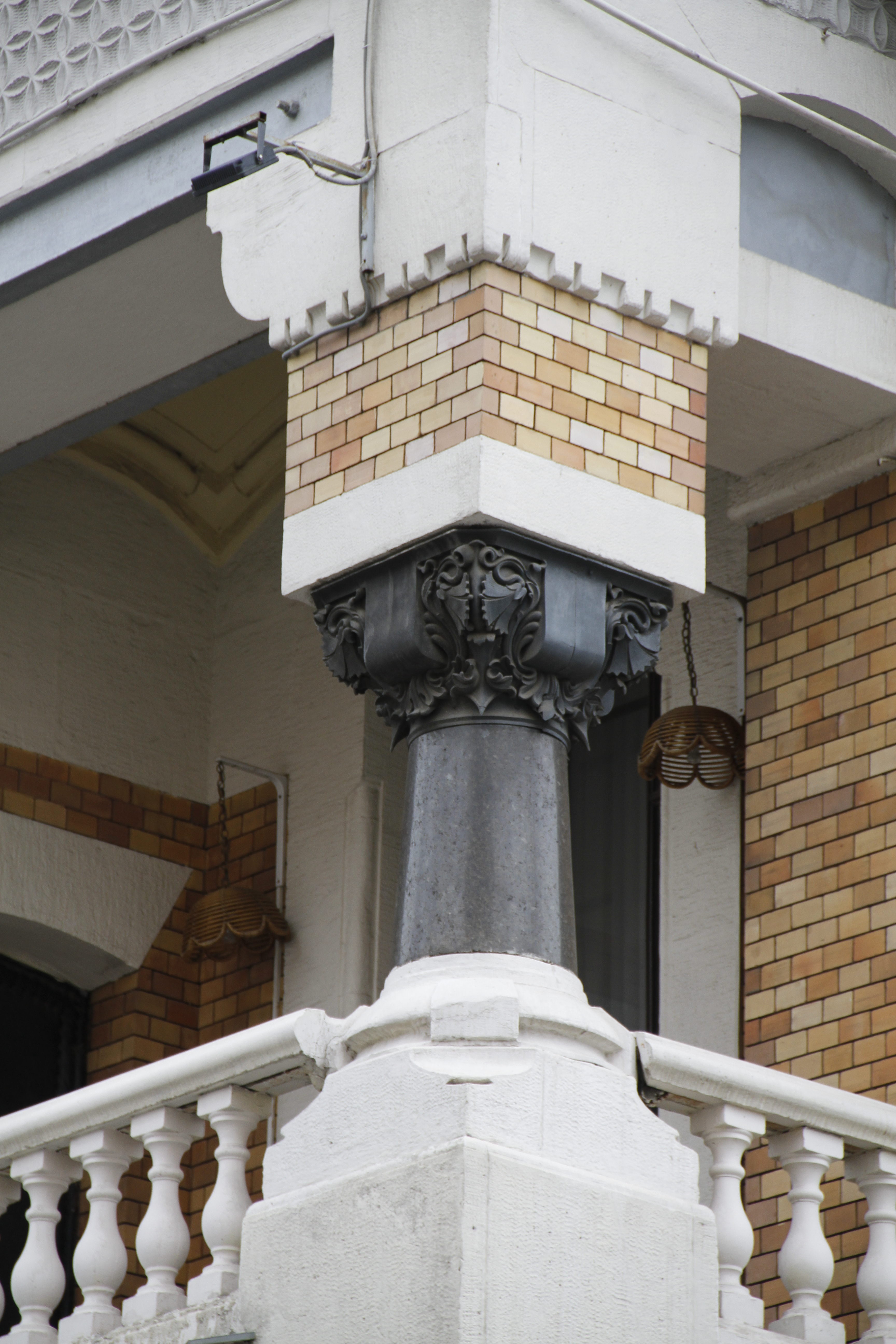
Le balcon
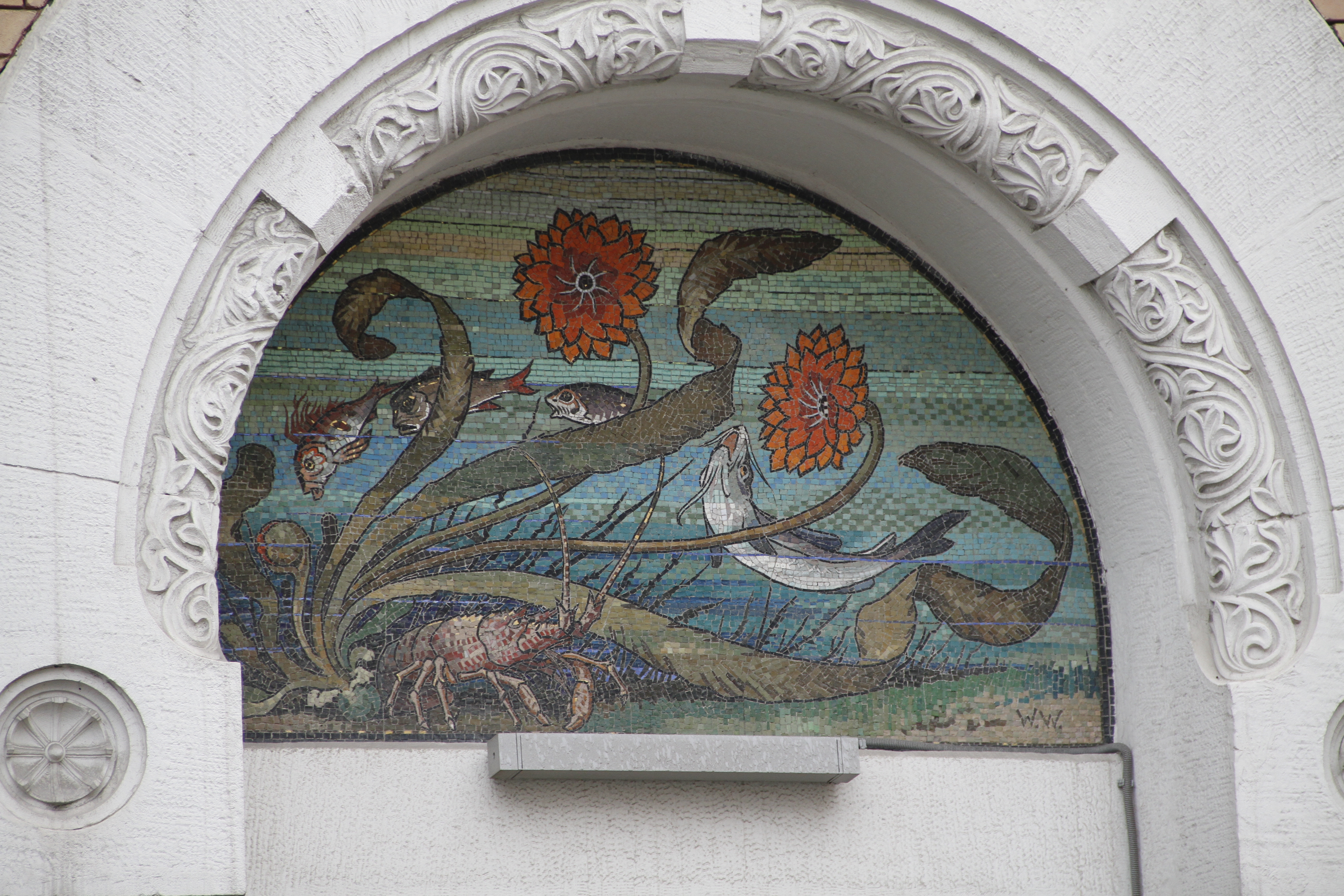
Panneau de mosaïque de William Walcot
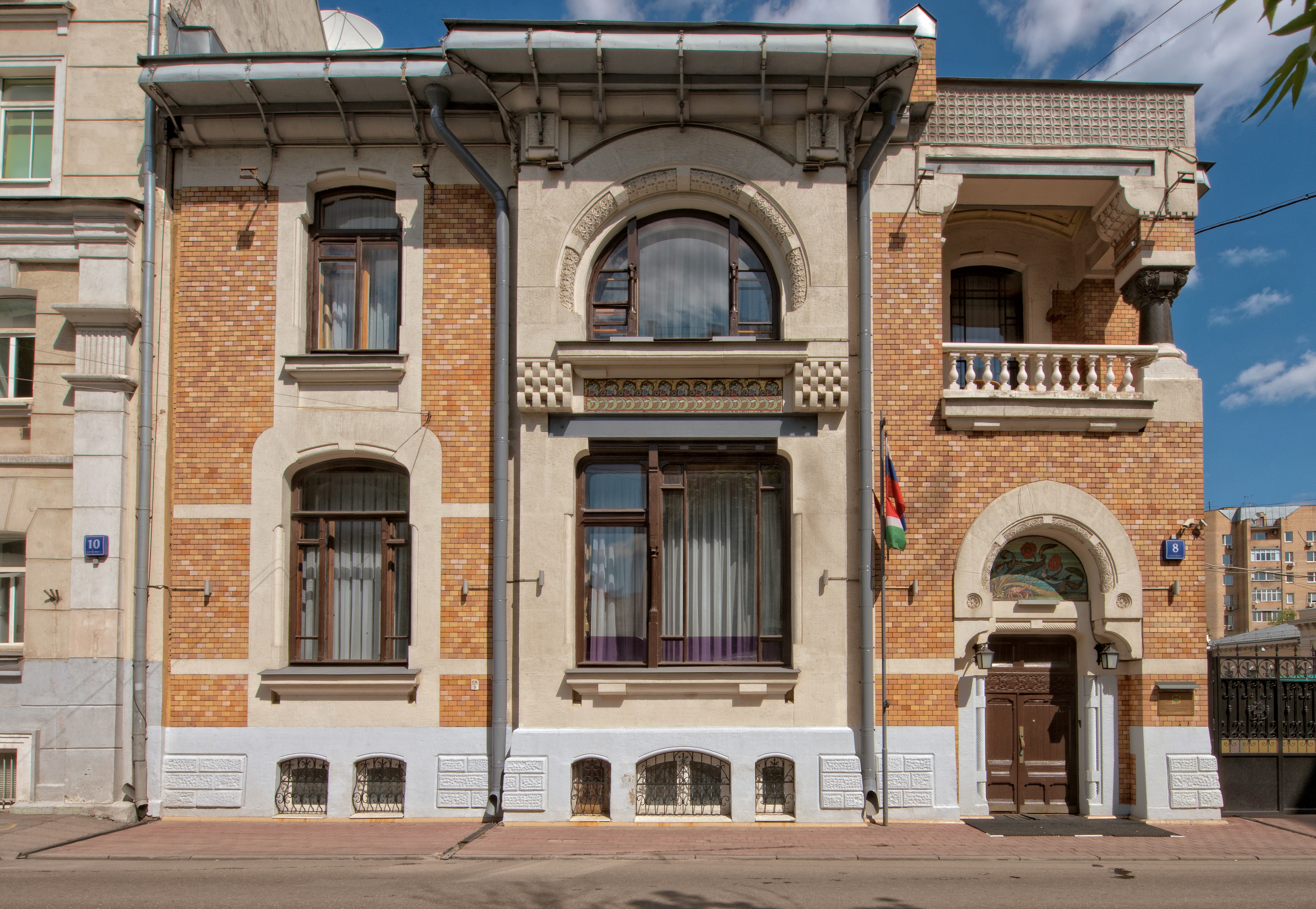
Façade

## Liens
- (ru) photos (en) « Особняк Листа », Узнай Москву (consulté le 2 novembre 2014)